# Лісове (Прилуцький район)
Лісове (до 17 лютого 2016 року — Комуна) — село в Україні, у Прилуцькому районі Чернігівської області. Населення становить 80 осіб. Входить до складу Сухополов'янської сільської громади. 
До 2016 року село носило назву Комуна.

## Населення

### Мова
Розподіл населення за рідною мовою за даними перепису 2001 року:
| Мова       | Кількість | Відсоток |
| ---------- | --------- | -------- |
| українська | 79        | 98.75%   |
| російська  | 1         | 1.25%    |
| Усього     | 80        | 100%     |

## Історія
У 1862 році на хуторі, що розташувався на 1,5 км. південніше сучасного Лісового, володарському Солошський (Солохи) був 1 двір, де жило 8 осіб.
У 1911 році на хуторі Солохському жило 20 осіб.
На мапі РСЧА 1941 року - комуна Нове Життя.
До 2019 року орган місцевого самоврядування — Смоська сільська рада.